# Arhitektura u 1205.
◄◄ | ◄ | 1202. | 1203. | 1204. | 1205.  | 1206. | 1207. | 1208. | ► | ►►
Arhitektura • Astronomija • Glazba • Knjige • Književnost • Kršćanstvo • Medicina • Pravo • Promet • Znanost
Arhitektura u 1205.

## Hrvatska i u Hrvata

### Zgrade i druge građevine
- Crkva sv. Vida u Velom Grablju (prema natpisu na pročelju)

## Vanjske poveznice
|  | Zajednički poslužitelj ima još gradiva o temi Arhitektura u 1200-im |